# GDI Services aux immeubles inc.
Pour les articles homonymes, voir GDI.
GDI Property Group ou GDI Services aux immeubles inc., ou plus simplement GDI, est une société canadienne de service aux immeubles présent au Canada et aux États-Unis. Dans le classement 2015 du journal Les Affaires des 500 plus importantes sociétés québécoises, elle vient au dix-neuvième rang selon le nombre d'employés au Québec.

## Description
GDI est  une entreprise comptant 17 000 employés, dont 650 occupent des postes de direction, de gestion, de supervision ou d’administration. Elle exploite 21 bureaux au Canada et 7 bureaux aux États-Unis. Près de 47 % des employés de GDI sont syndiqués. Au Québec, GDI est partie prenante de 88 conventions collectives. Le salaire versé aux employés d’entretien ménager est fixé par deux comités paritaires établi par le gouvernement du Québec.
Les revenus annuels de GDI sont passés d’environ 99 millions de dollars au cours de l’exercice 2007 à 602,4 millions de dollars au cours de l’exercice 2014 grâce à une  stratégie de croissance par voie d’acquisition. En 2014, environ 92 % du total de ses revenus du secteur sont issues des services de nettoyage commercial et environ 83 % de ses revenus  proviennent de ses activités canadiennes.
Sa filiale Superior Solutions, est un distributeur de produits d’entretien et de fournitures sanitaires, sa filiale GDI Services Techniques offre des services d’entretien mécanique, sa filiale Steamatic s'occupe de la restauration après sinistre et sa filiale Modern Concept d’Entretien exploite un réseau d’environ 450 franchisés dans les plus petits marchés.
Selon un rapport produit en 2014 par la firme IBISWorld, GDI est l’un des cinq principaux fournisseurs de services de conciergerie externalisés en Amérique du Nord qui n’a pas recours principalement à un modèle d’affaires axé sur les franchises. Au Canada, elle détient 6 % du secteur des services de conciergerie externalisés. Sa part de marché est 30 % plus grande que celle de ses plus proches concurrents (Bee-Clean Building Maintenance, Inc. et Eurest Services, Inc.)

## Histoire
L'entreprise a été fondé en 1926 sous le nom de Robertson Janitorial Ltd. En 1987, la compagnie est vendue par le petit-fils du fondateur à Jean-Louis Couturier. Celui-ci change le nom de la société pour « Service d’entretien Distinction Inc. » , puis « Groupe Distinction Inc. » en 1989, afin que l'entreprise ait un nom qui sonne aussi bien en français qu'en anglais. En 1992, la compagnie service d'entretien Prestige inc et la compagnie Conciergerie Vertu sont achetés par Groupe Distinction Inc.
En 2007, Groupe Distinction Inc. fait son entrée à la bourse de Toronto en tant que société ouverte. En 2008, l'entreprise acquiert les entreprises Omni Facility Services Canada et Steamatic Métropolitain inc. En 2009 elle acquiert les entreprises Immotik Inc. et Immotik Electrik Inc.
En 2011, le  fonds privé de capitaux propres Birch Hill Equity Partners IV, L.P. forme Clean Holdings en vue de faire de Groupe Distinction Inc. une société fermée. En 2012, elle fait l'acquisition de Industries de Maintenance Empire Commanditaire Inc. Elle fait aussi l'acquisition de OFS North American Inc. et d'OFS Acquisition Inc., ce qui lui permet de faire son entrée sur le marché des États-Unis.
En 2013, Groupe Distinction Inc fait l’acquisition de Superior Solutions, Servpro Cleaning (Calgary) Inc. et Western Maintenance (Edmonton) Ltd. En 2014, elle acquiert Matrix, L.L.C. , Cardinal Building Maintenance, Inc., Ability Janitorial Services (Ottawa) Ltd. et Atelier Multi Expert (2003) Inc. En 2015 elle fait un retour à la bourse de Toronto en fusionnant avec Medwell Capital Corp. pour former une entité unique appelée GDI Services aux immeubles inc et elle fait l'acquisition de Ainswort Inc.

## Principaux actionnaires
Au 26 février 2020/
| Vanguard Investments Australia                    | 9,00% |
| Steven Neville Gillard                            | 5,38% |
| Colonial First State Asset Management (Australia) | 5,03% |
| Pendal Group - IM -                               | 5,00% |
| Auscap Asset Management                           | 4,99% |
| Vinva Investment Management                       | 4,97% |
| SG Hiscock & Co                                   | 4,94% |
| Yarra Funds Management                            | 4,92% |
| Legg Mason Asset Management (Australia)           | 3,71% |
| Anthony Charles Veale                             | 2,61% |